# Morchella elata
Morchella elata (Elias Magnus Fries, 1822), din încrengătura Ascomycota, în familia Morchellaceae și de genul Morchella, este o ciupercă comestibilă, saprofită și foarte delicată. Buretele, regional destul de răspândit, este denumit în popor zbârciog suplu. El este în mod predominant locuitor de sol, crescând în grupuri mici sau solitar, apărând în păduri de conifere pe lângă molizi și pini sau la marginea acestora, unde arată caracteristici de simbiont micoriza (formează micorize pe rădăcinile arborilor dar și pe rumeguș. Buretele se poate găsi în România, Basarabia și Bucovina de Nord cu predilecție de la deal la munte, dar și în câmpie, deja din (februarie) martie până la începutul lui iunie.

## Taxonomie

Elias M. Fries

Specia a fost descrisă pentru prima dată ca Boletus esculentus de botanistul italian Pier Antonio Micheli în lucrarea sa Nova plantarum genera, juxta Tournefortii methodum disposita din 1729.
Dar numele binomial hotărât este Morchella elata, determinat de renumitul savantul suedez Elias Magnus Fries, de verificat în volumul 2 al operei sale Systema mycologicum, sistens fungorum ordines, genera et species din 1822, fiind și numele curent valabil (2024). Toate celelalte sinonime create precum variațiile descrise sunt acceptate.
Epitetul specific este derivat din cuvântul latin (latină elatus=înalt, proeminent, datorită aspectului ciupercii.

## Descriere
Sub numele românesc de „zbârciog” se tratează aproape mereu patru mari genuri de ciuperci: Gyromitra, Helvella, Morchella și Verpa. Între primele două se găsesc specii otrăvitoare pe când cele două din urmă sunt comestibile. Cu toate că cele patru genuri sunt goale pe interior, ele pot fi deosebite destul de ușor: Morchella și Verpa sunt unicamerale, pe când Gyromitra și Helvella sunt multicamerale, prezentând o încrengătură de goluri în interiorul lor.

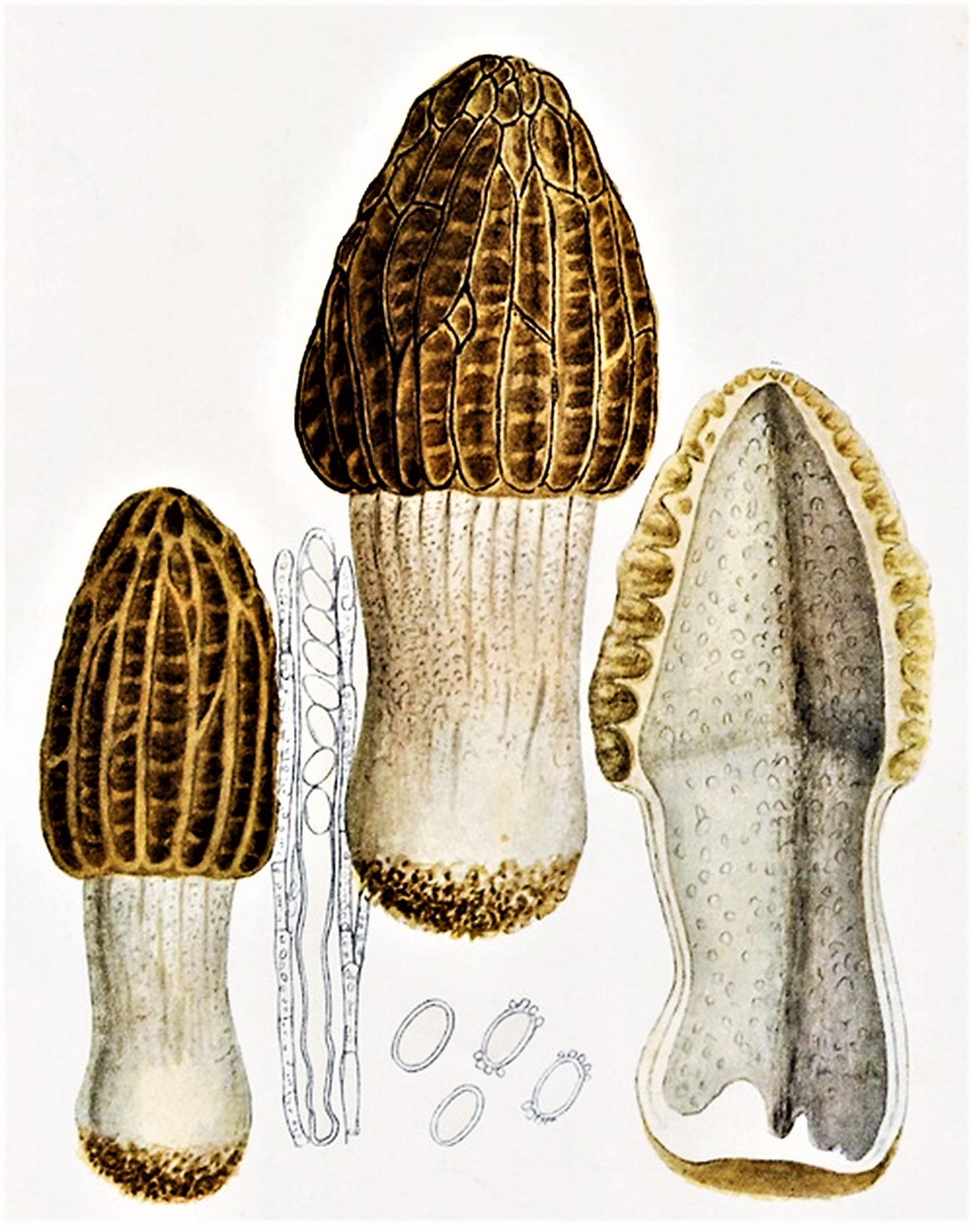
Bres.: Morchella elata

- Corpul fructifer: are o înălțime de 3-9 cm și un diametru de 2-6 cm, este de formă ovoidal alungită sau conică, cu o suprafață cleioasă, zbârcită de alveole neregulate și unghiulare pricinuite crestelor (ridurilor) longitudinale mai groase și celor transversale mai subțiri. Interiorul este gol, prezentând numai o singură cavitate. Pereții interiorului sunt presarăți de cavități mici. Marginea este aderentă la picior. Culoritul variază între brun-gălbui în tinerețe și măsliniu până brun-roșcat în stadiu matur, devenind la bătrânețe negricios. Ridurile sunt în totdeauna de culoare mai închisă.
- Piciorul: are o lungime de 3-10 cm și o grosime de 1,5-3,5 cm, este repede gol în interior, de asemenea cu o singură cavitate, format neregulat, cu o suprafață încrețită și foarte granuloasă, fiind la trecerea spre pălărie aproape tot așa de gros ca ea. Culoarea lui este albicioasă în tinerețe, apoi capătă nuanțe gălbuie chiar roșcate ca carnea (de pui, vițel).
- Carnea: este albicioasă, destul de moale și un pic pieloasă cu un gust savuros și un miros ușor de pământ sau de ciupercă. S-au găsit deja exemplare cu o înălțime totală de 30 cm.[5][6]
- Caracteristici microscopice: are spori mereu de 8 integrați în asce, netezi, hialini (translucizi), elipsoidali cu o mărime de 24-30 x 14-18 microni. Pulberea lor este gălbuie spre crem. Ascele cilindrice, la bază atenuat-pediculate și sub-sinuoase, cu o deschizătură la capăt, au o dimensiune de 300-400 x 14-18 microni. Parafizele ramoase cu apice preponderent clavate sau umflate acolo sunt groase de 10-32 µm.[12]
- Reacții chimice: nu sunt cunoscute.

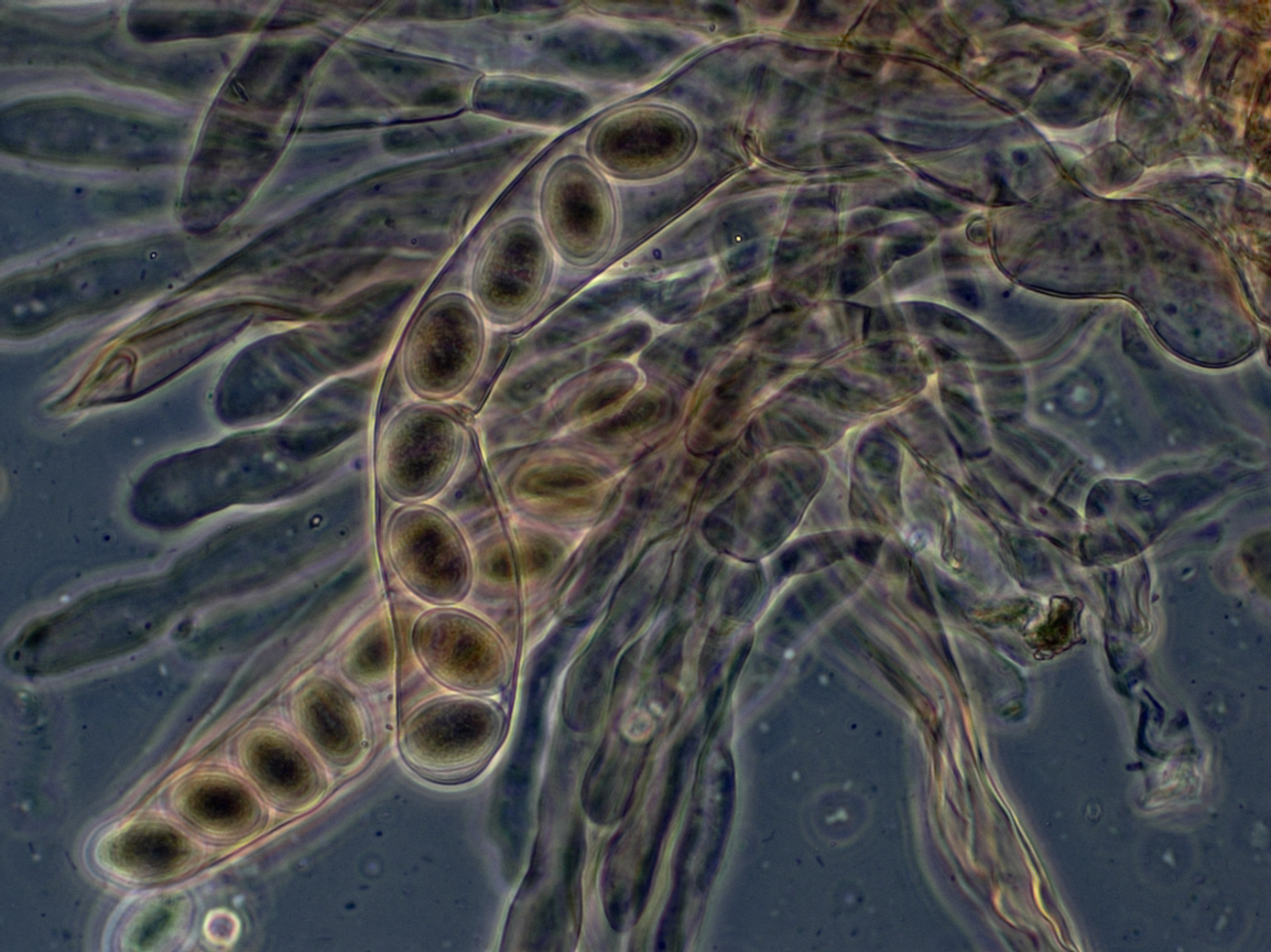
M. elata, Ascii cu spori
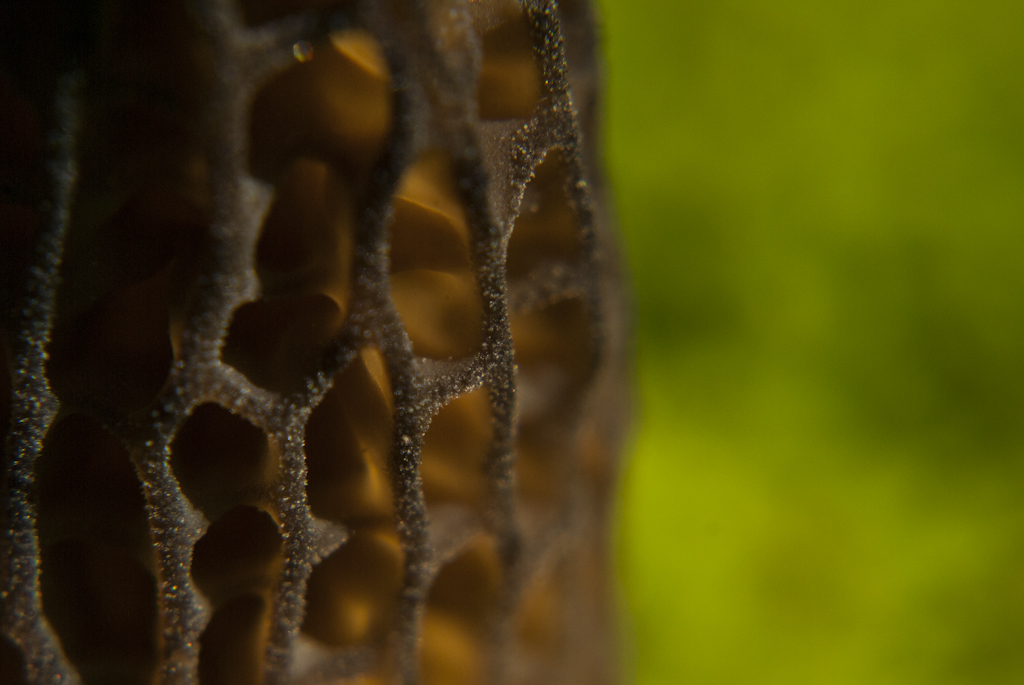
M. elata, alveole
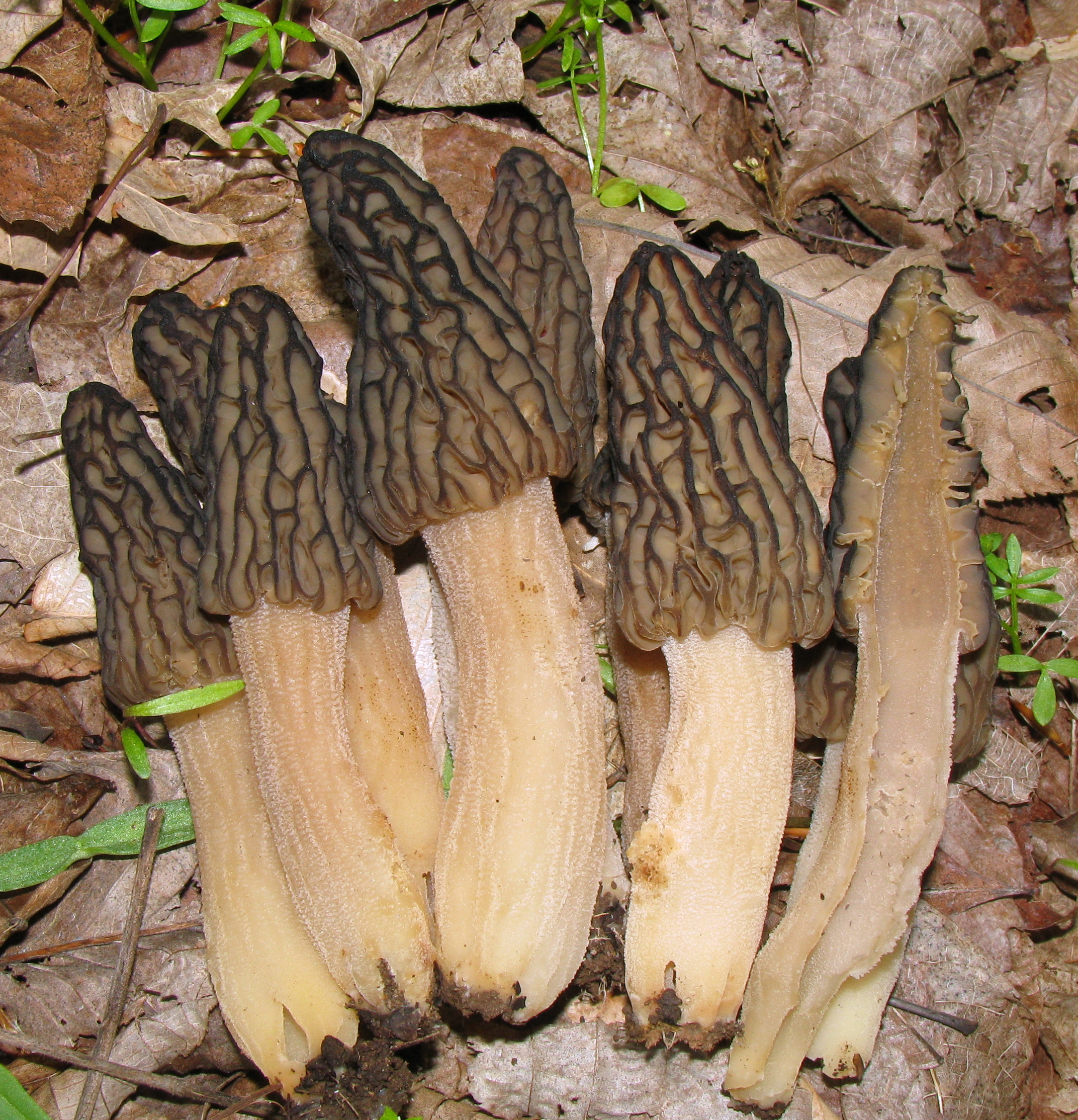
M. elata, picior, taiere longitudinalä
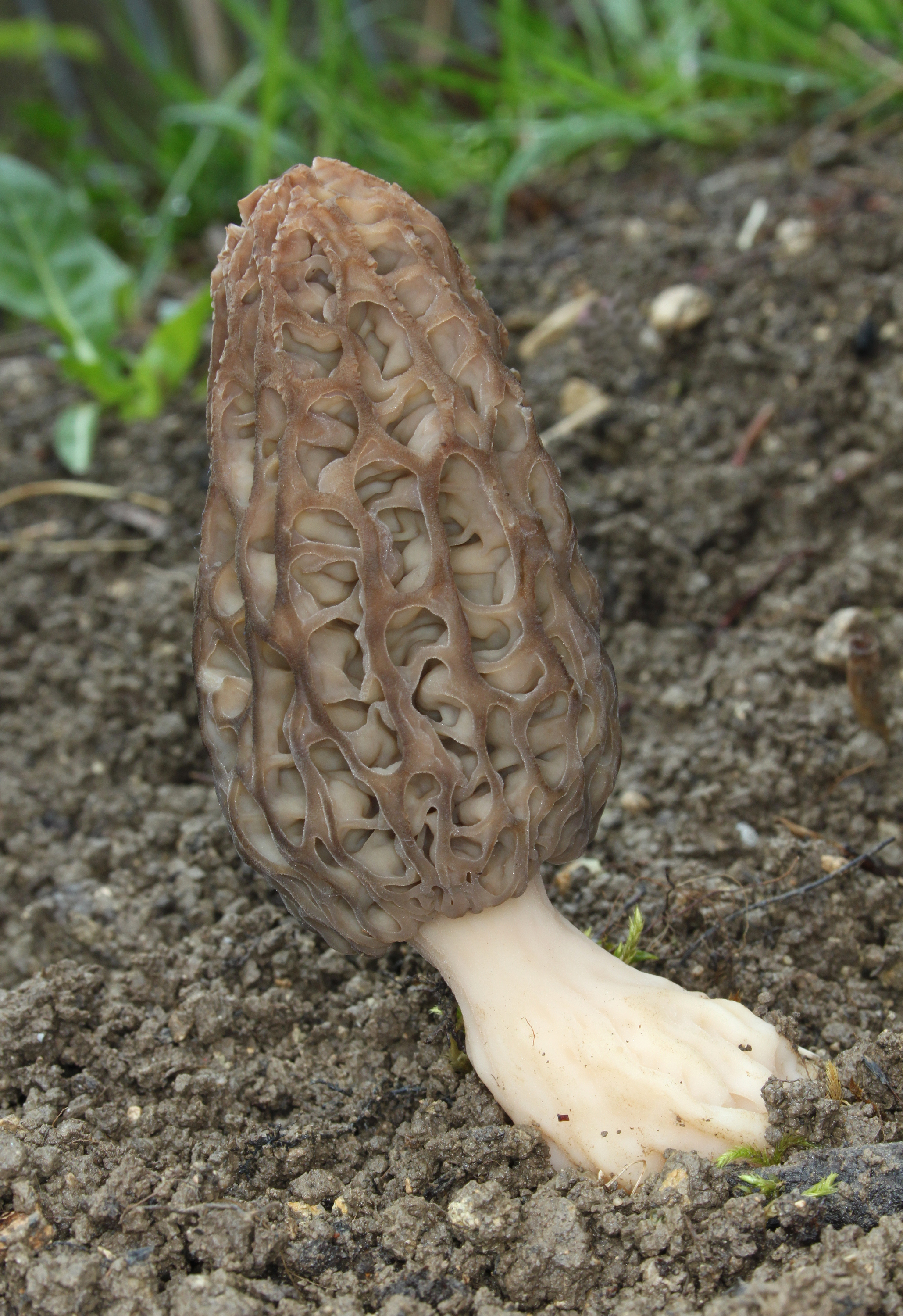
M. elata tânără
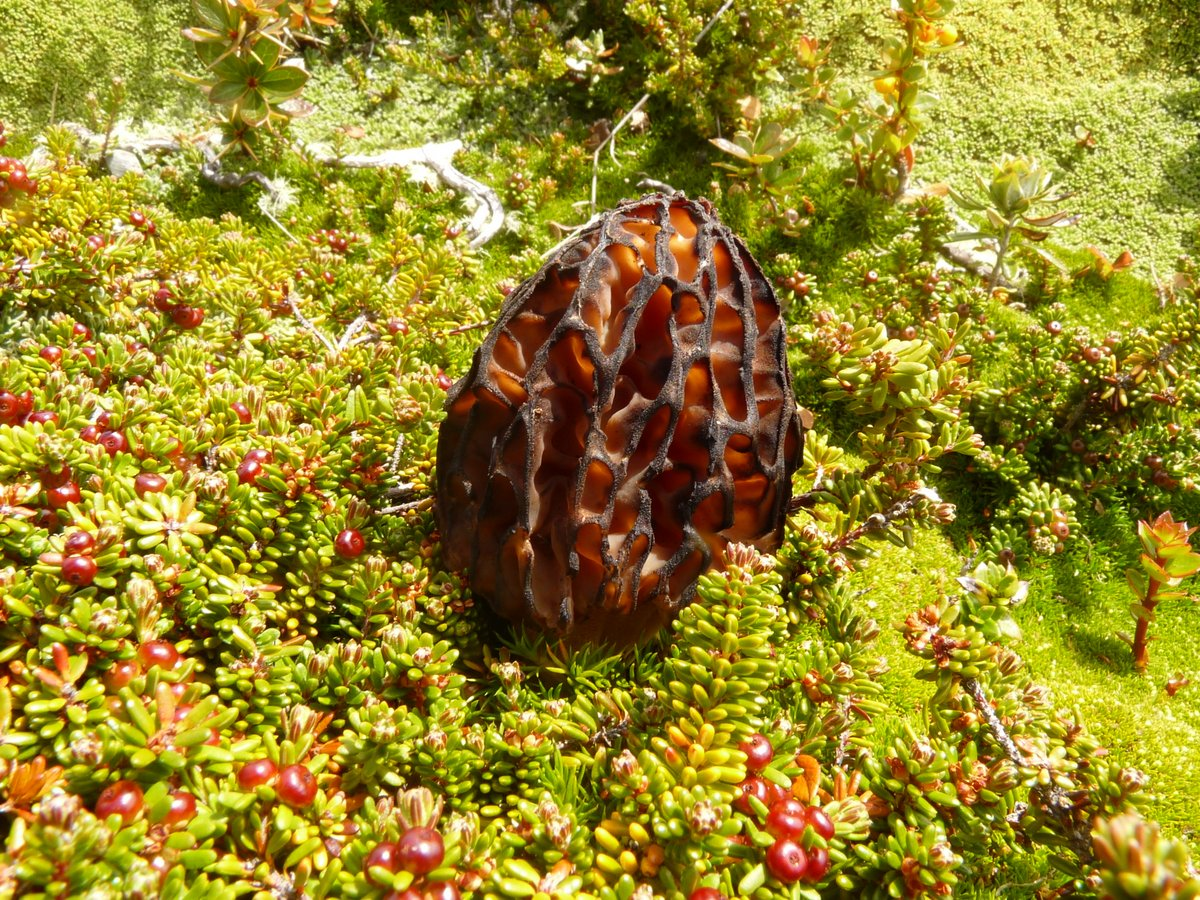
. elata bătrână

## Confuzii
Exemplare mai mici ale speciei Morchella elata pot fi confundată ușor cu alte soiuri de genul Morchella, ca de exemplu cu Morchella conica, Morchella costata, Morchella crassipes, Morchella deliciosa, Morchella elatoides Jacquet, Morchella esculenta, Morchella eximia,  Morchella punctipes, Morchella rotunda, Morchella spongiola, Morchella steppicola, Morchella tridentina sin. Morchella frustrata, sau Morchella vulgaris, mai departe cu Phallus impudicus (buretele pucios) atunci când acesta și-a pierdut gleba. Pentru un începător, confundarea cu buretele posibil mortal Gyromitra esculenta (zbârciogul gras) ar putea să se dezvolte fatal, cu totul că speciile se deosebesc destul de clar.

## Ciuperci asemănătoare

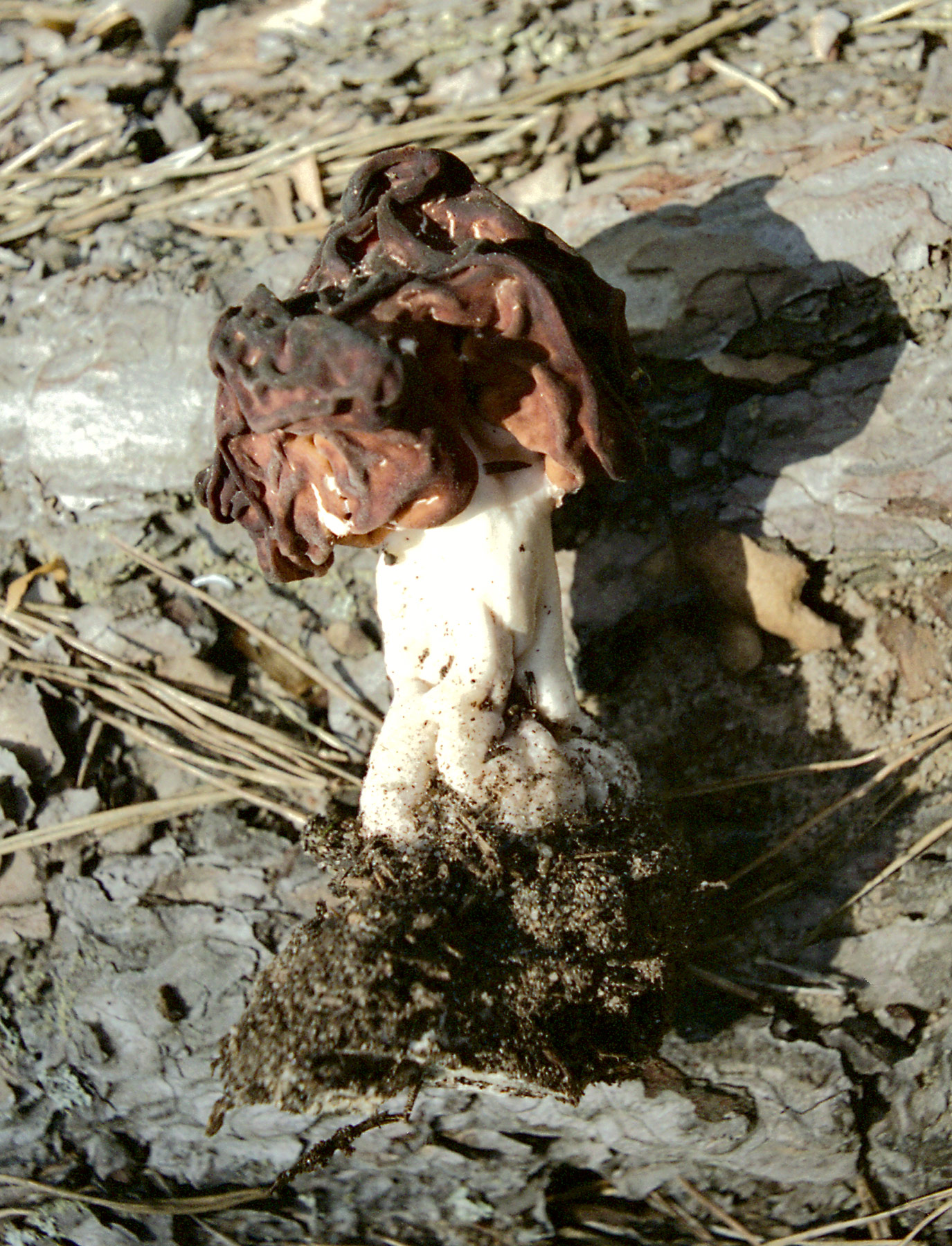
!!!Gyromitra esculenta!!!
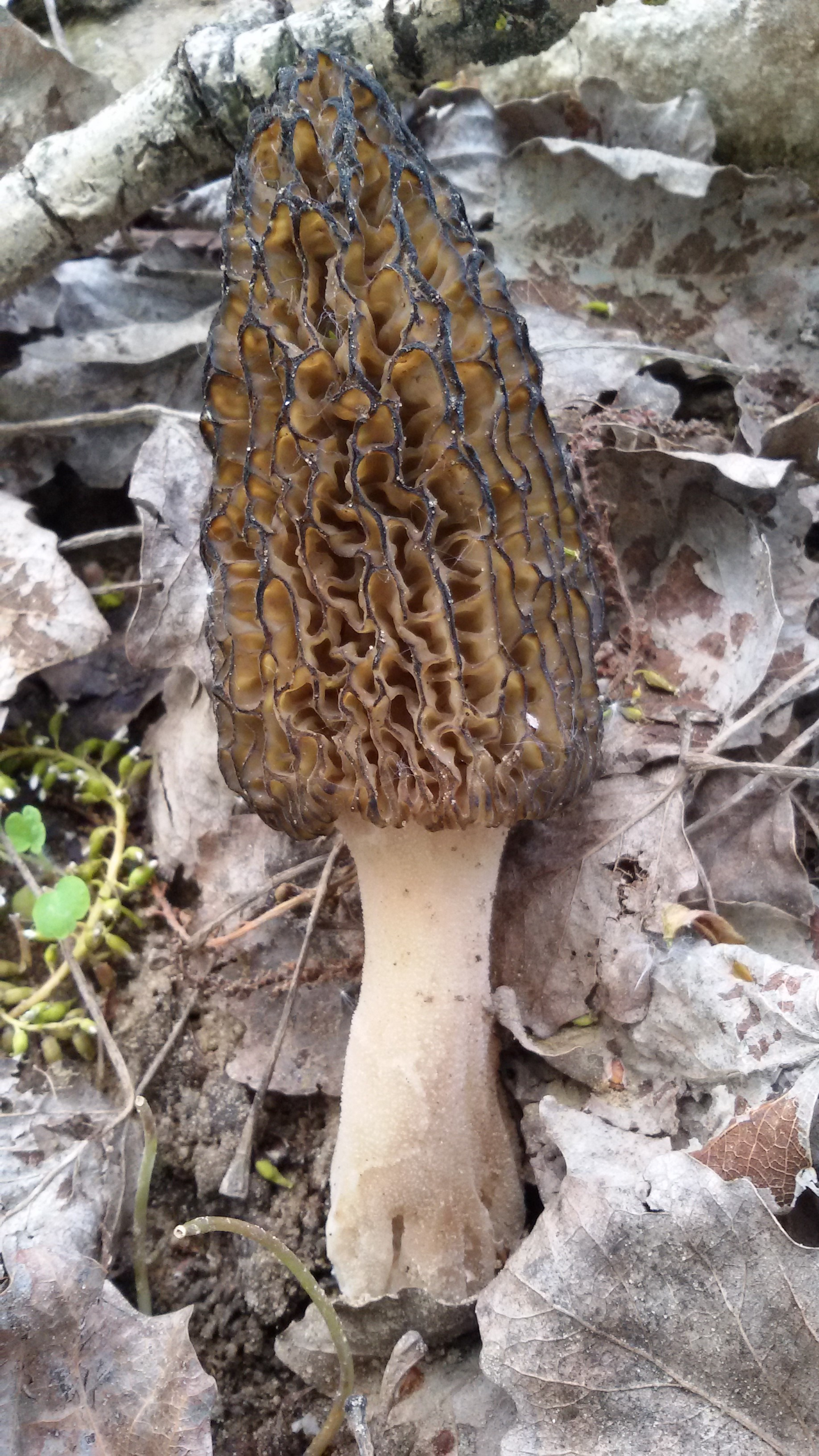
Morchella conica
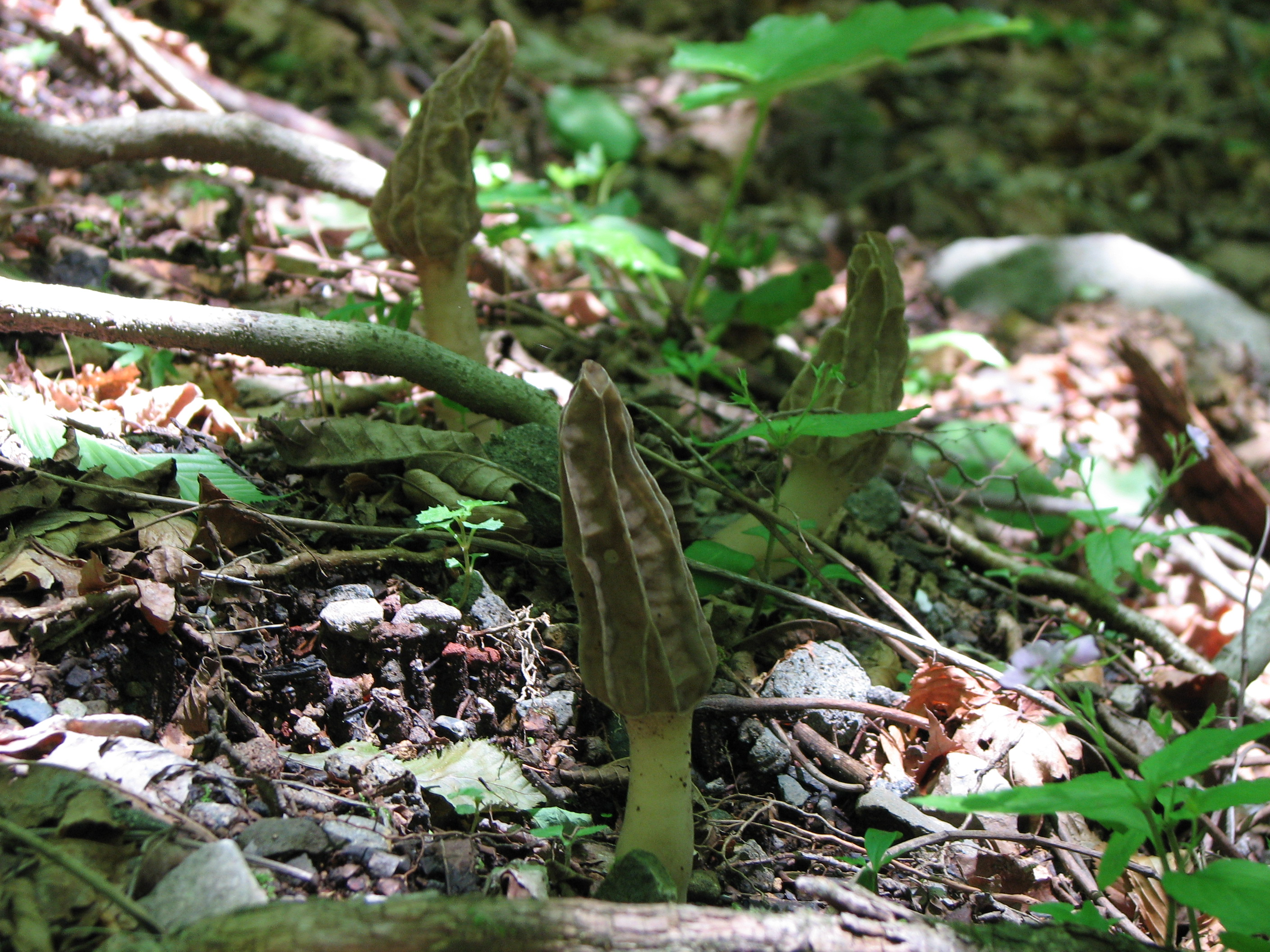
Morchella costata
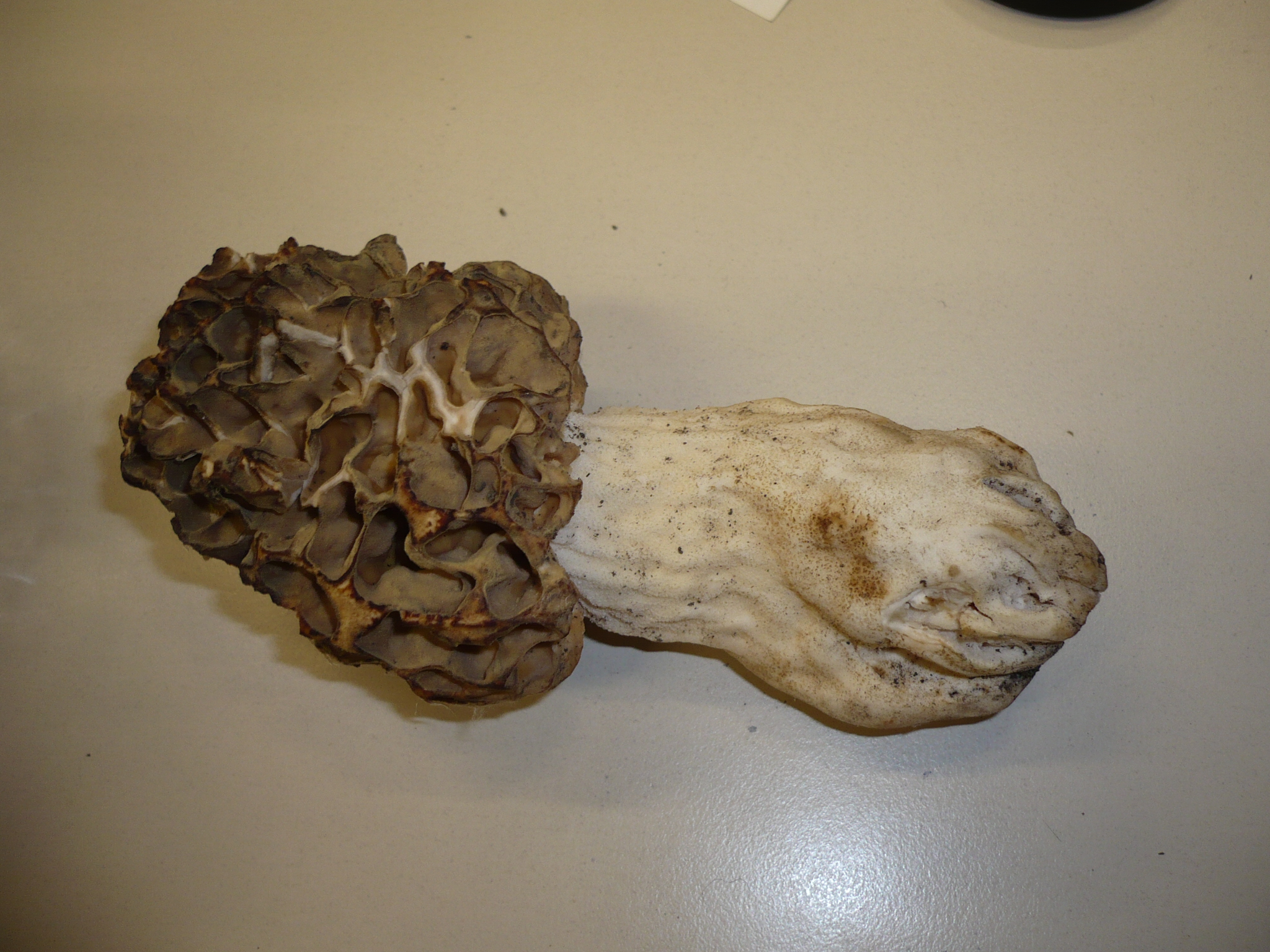
Morchella crassipes
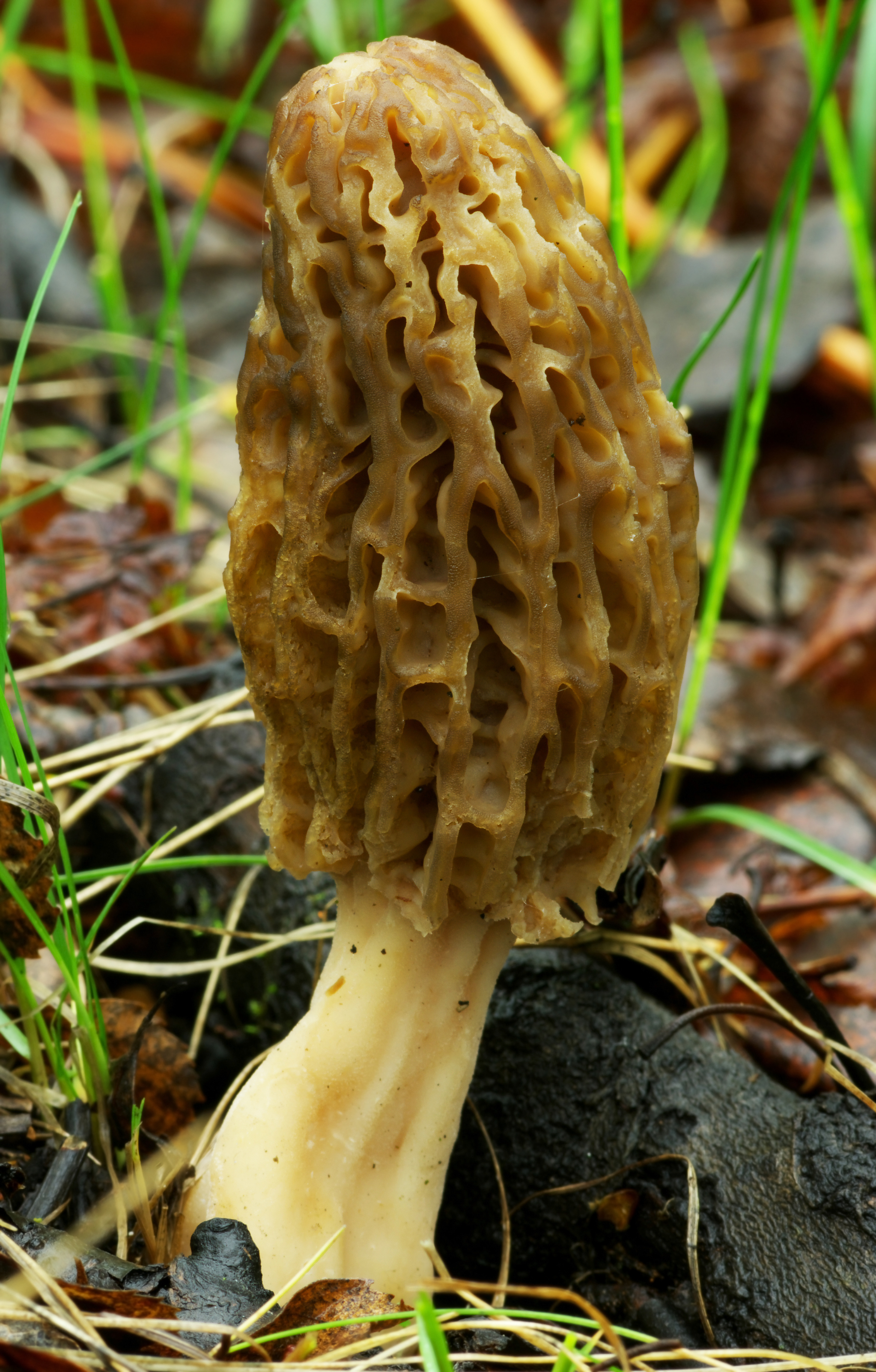
Morchella deliciosa

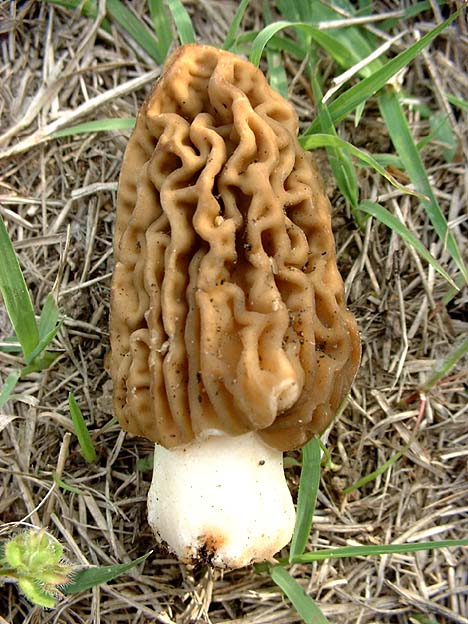
Morchella elatoides
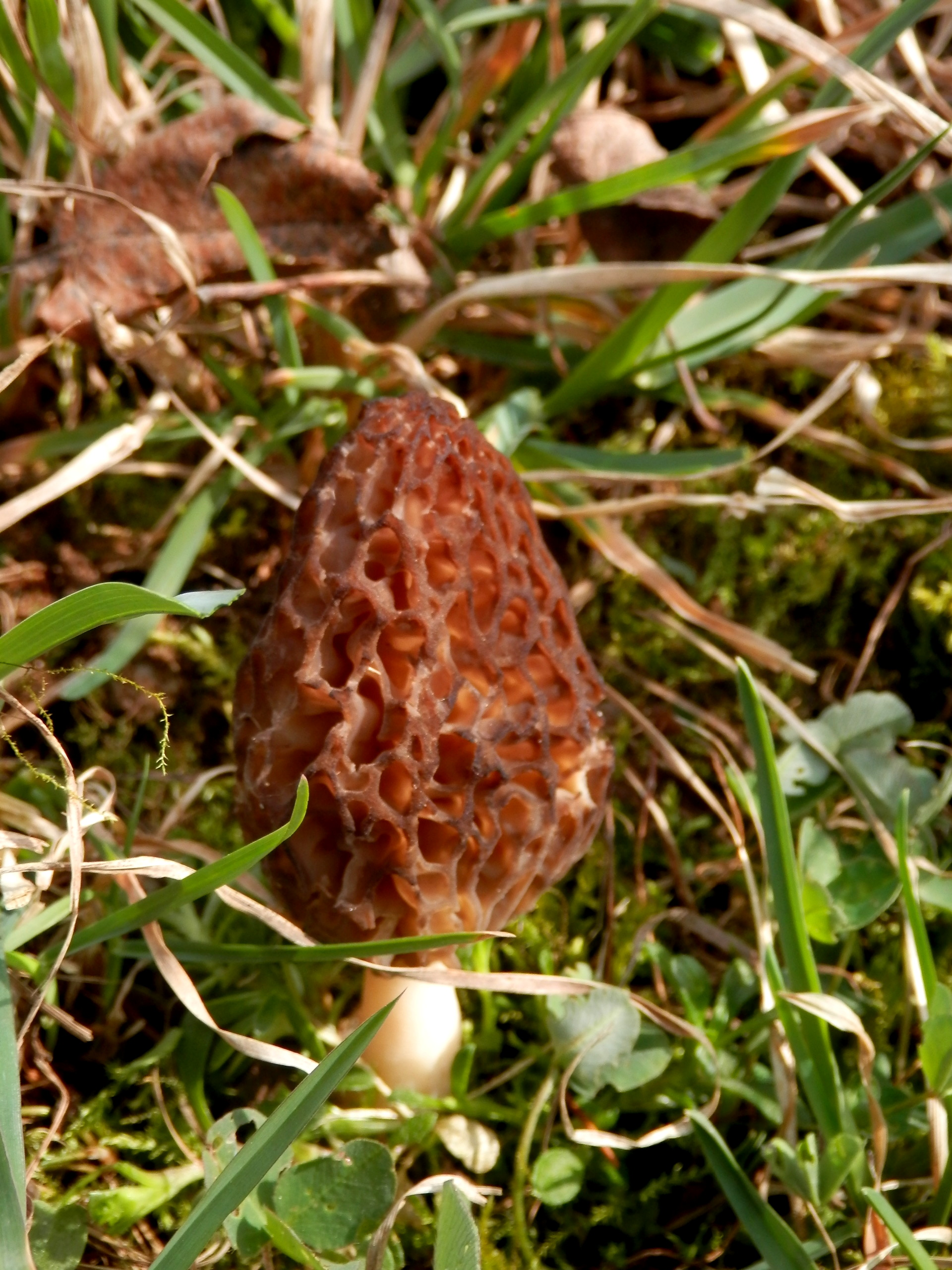
Morchella esculenta
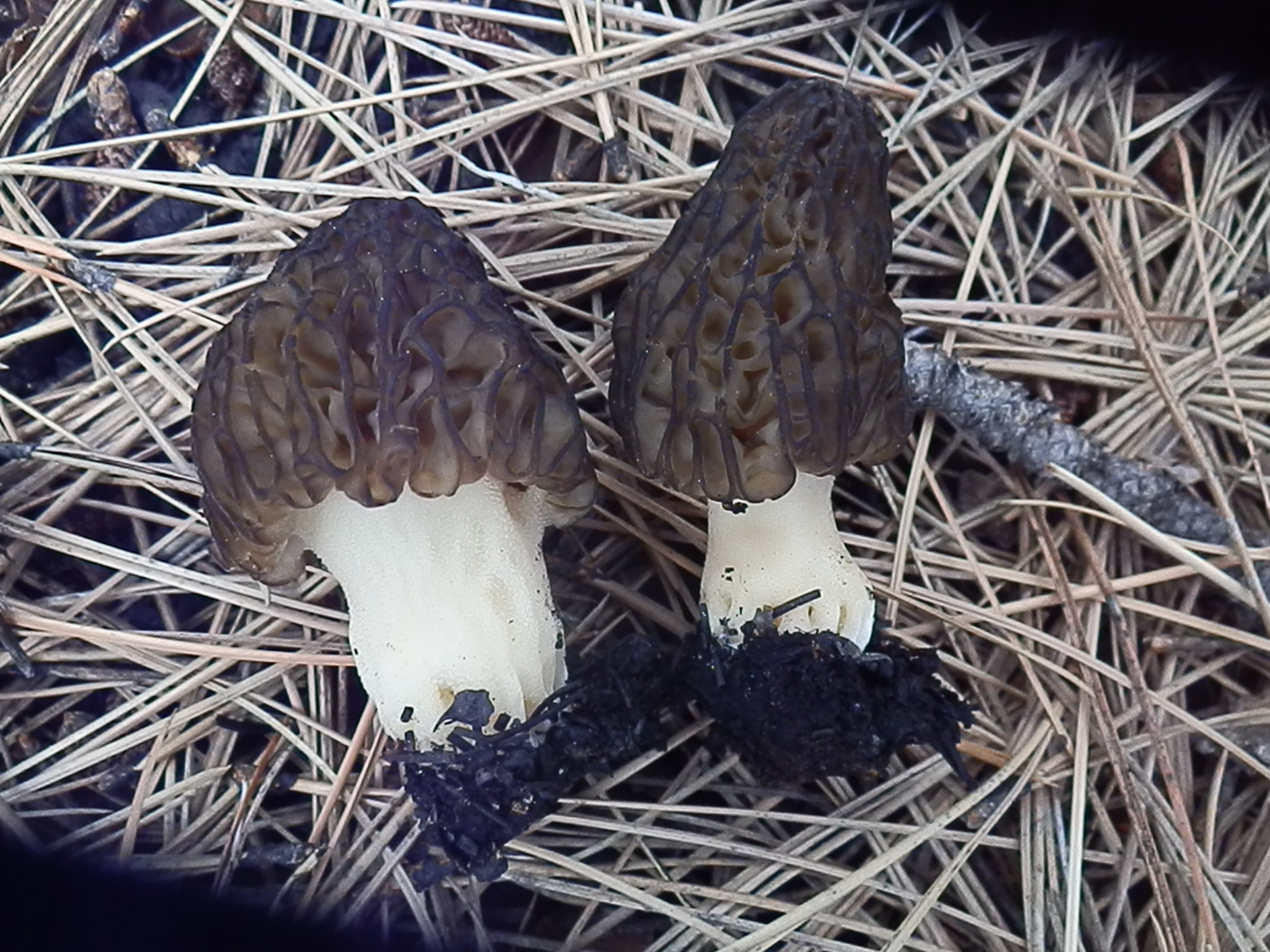
Morchella eximia
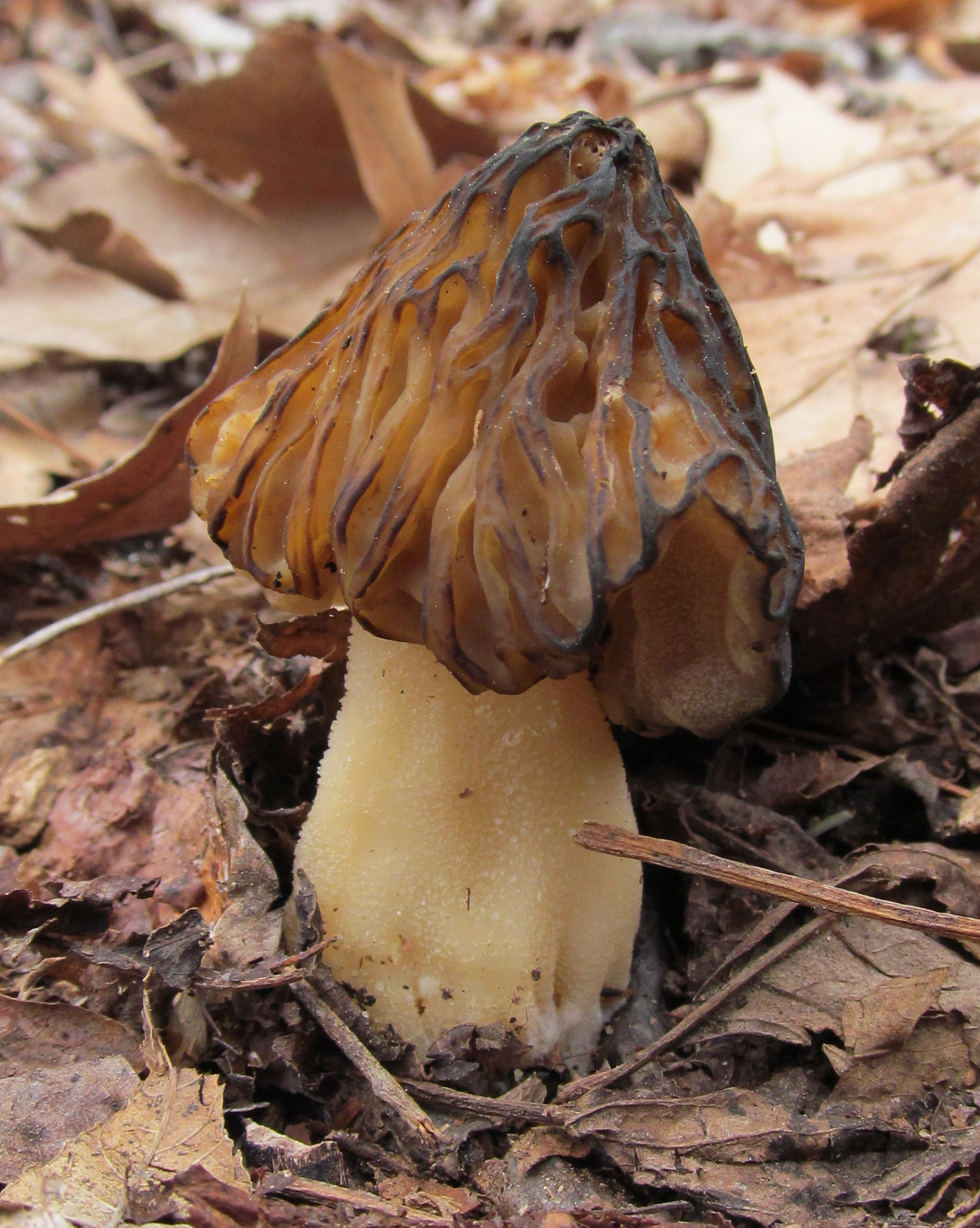
Morchella punctipes
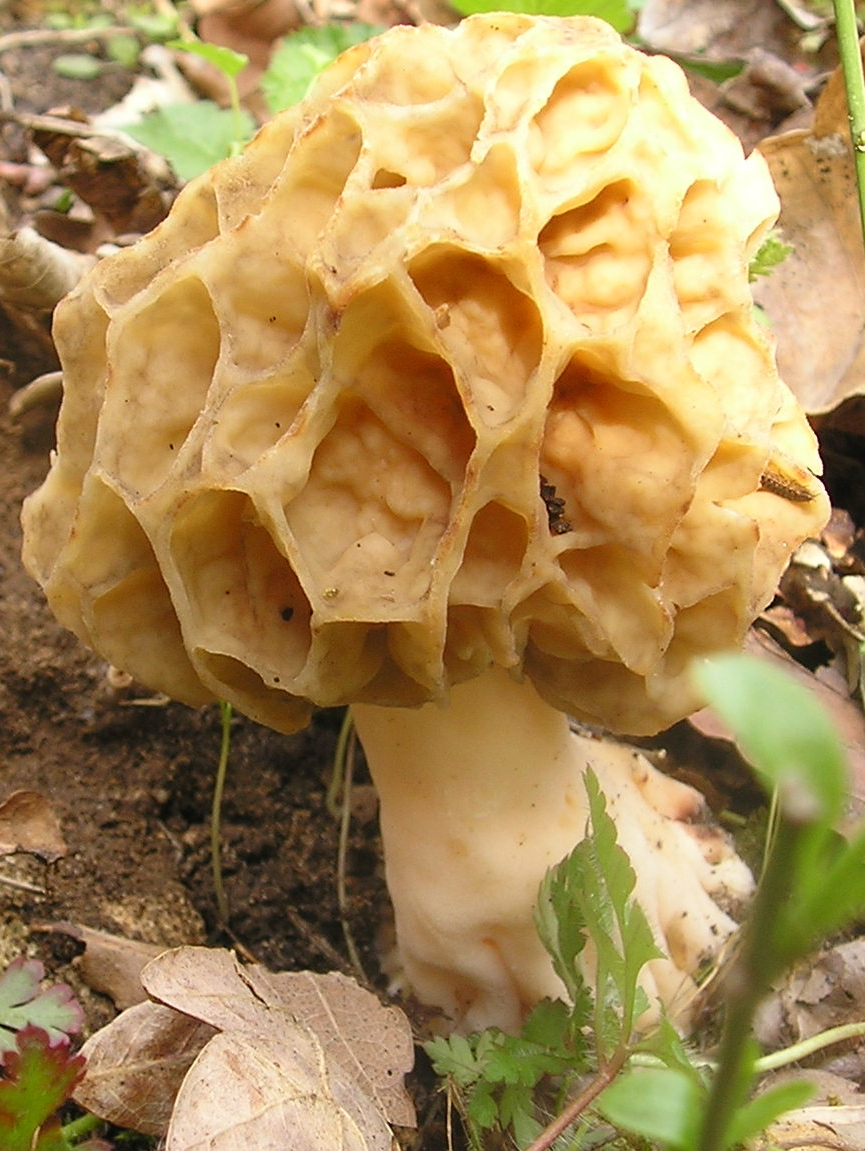
Morchella rotunda

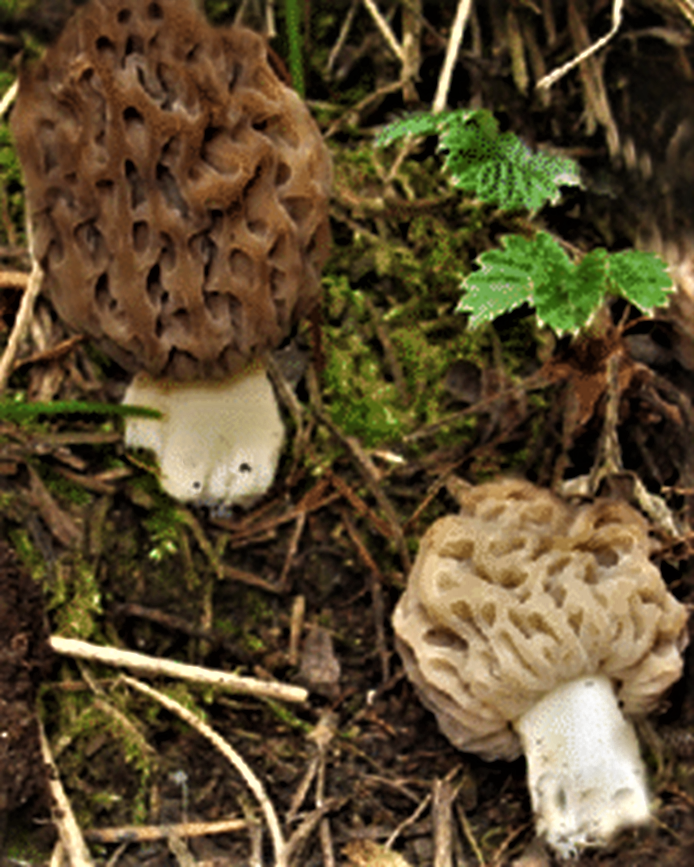
Morchella spongiola
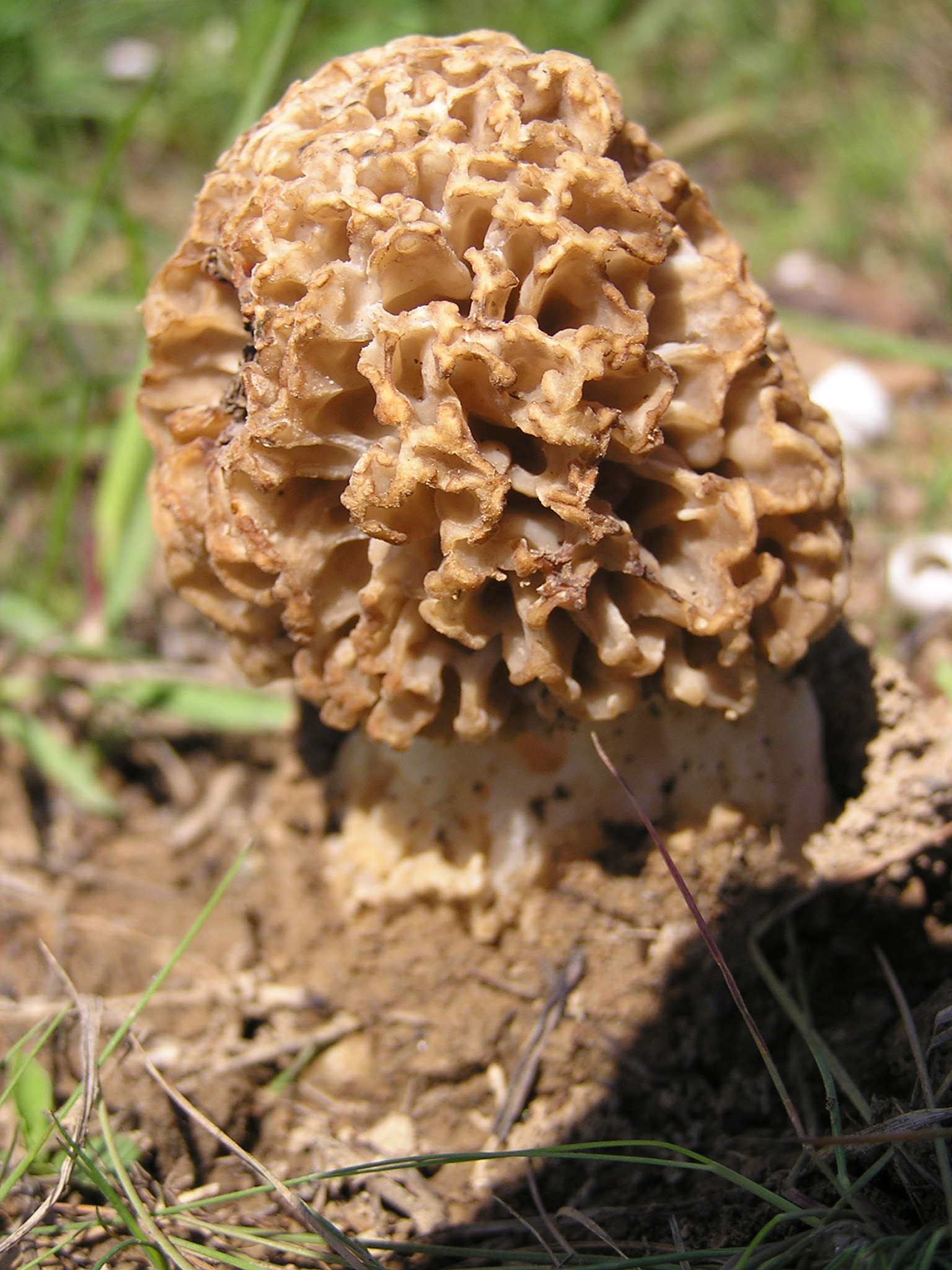
Morchella steppicola
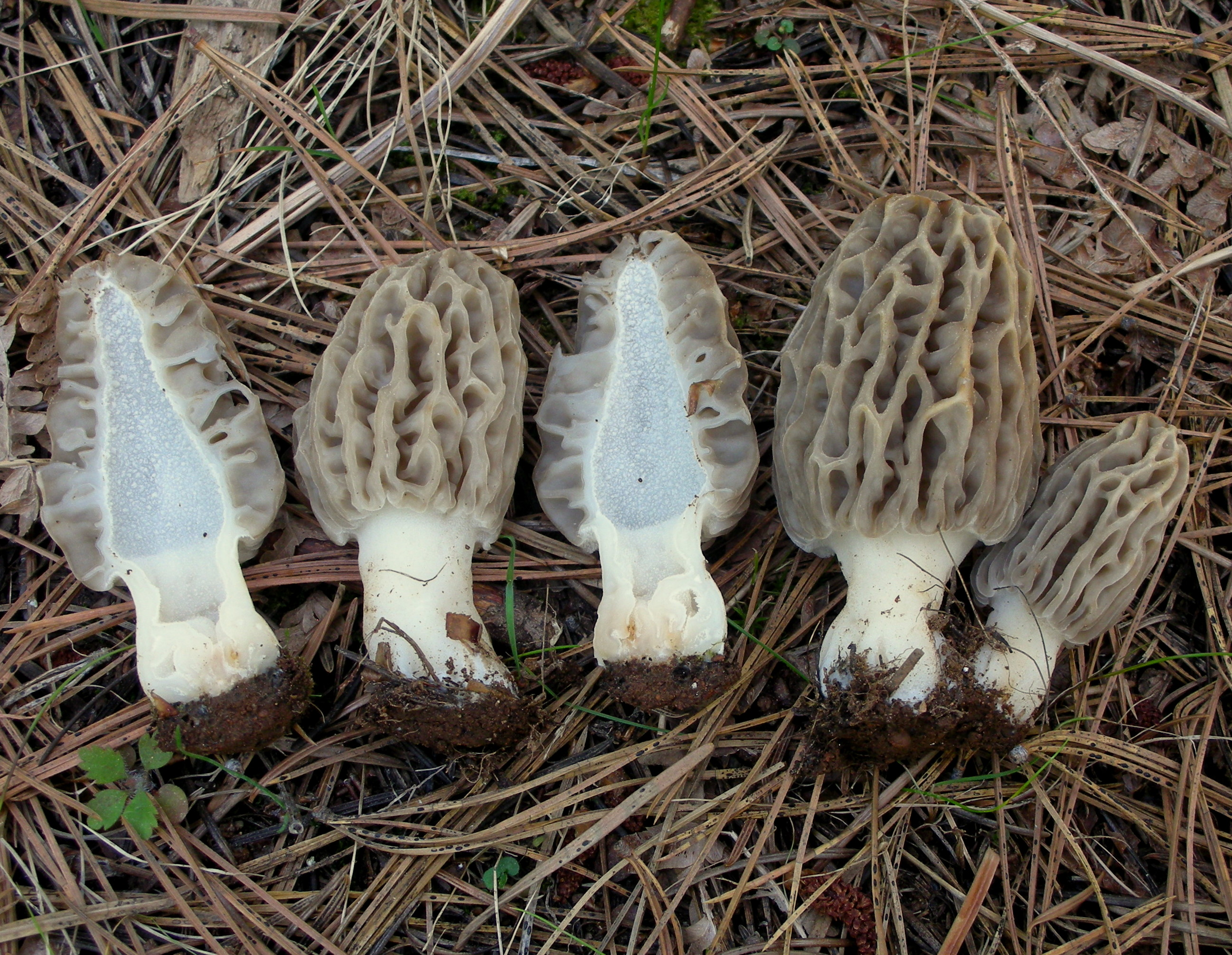
Morchella tridentina
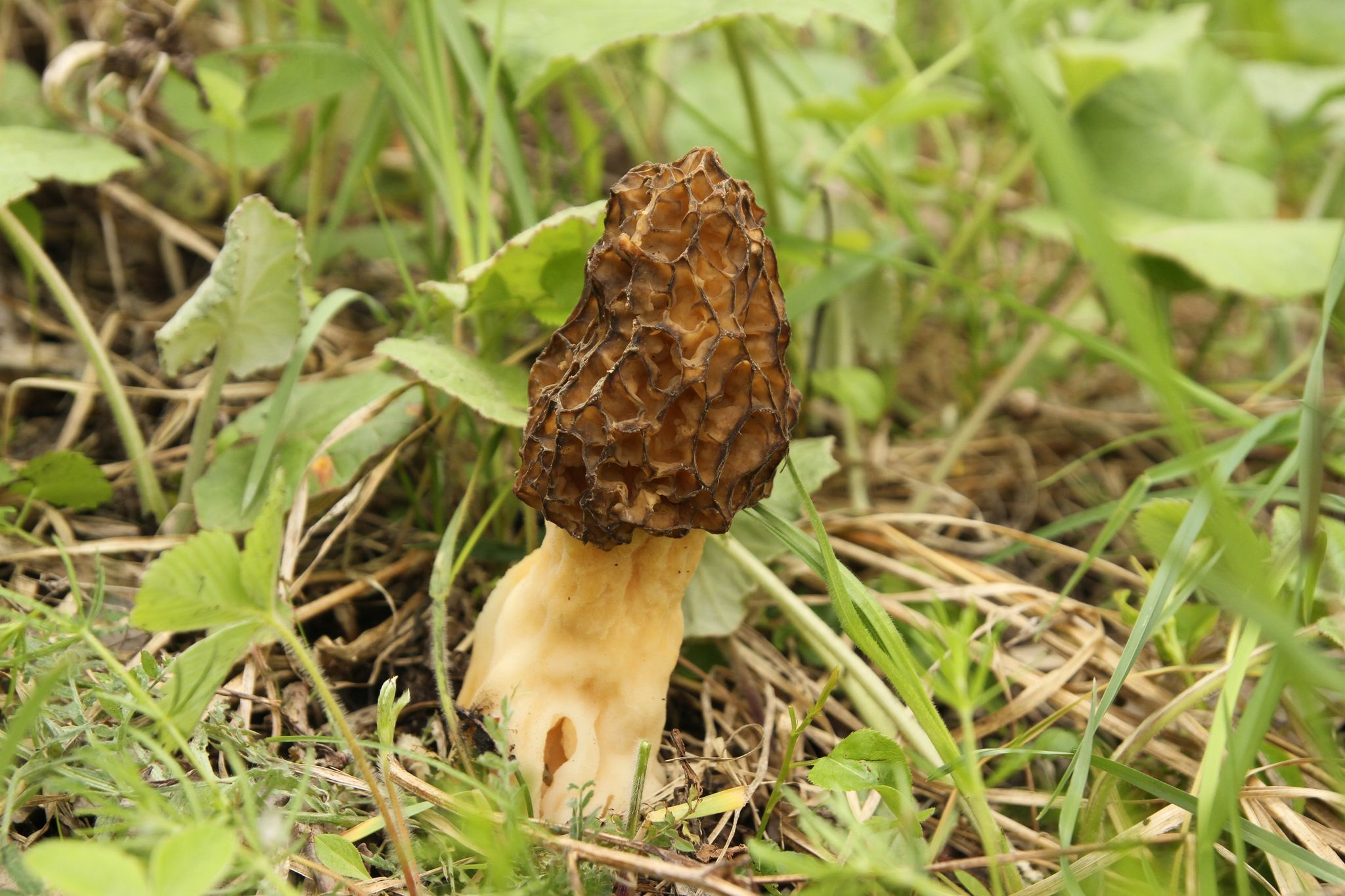
Morchella vulgaris
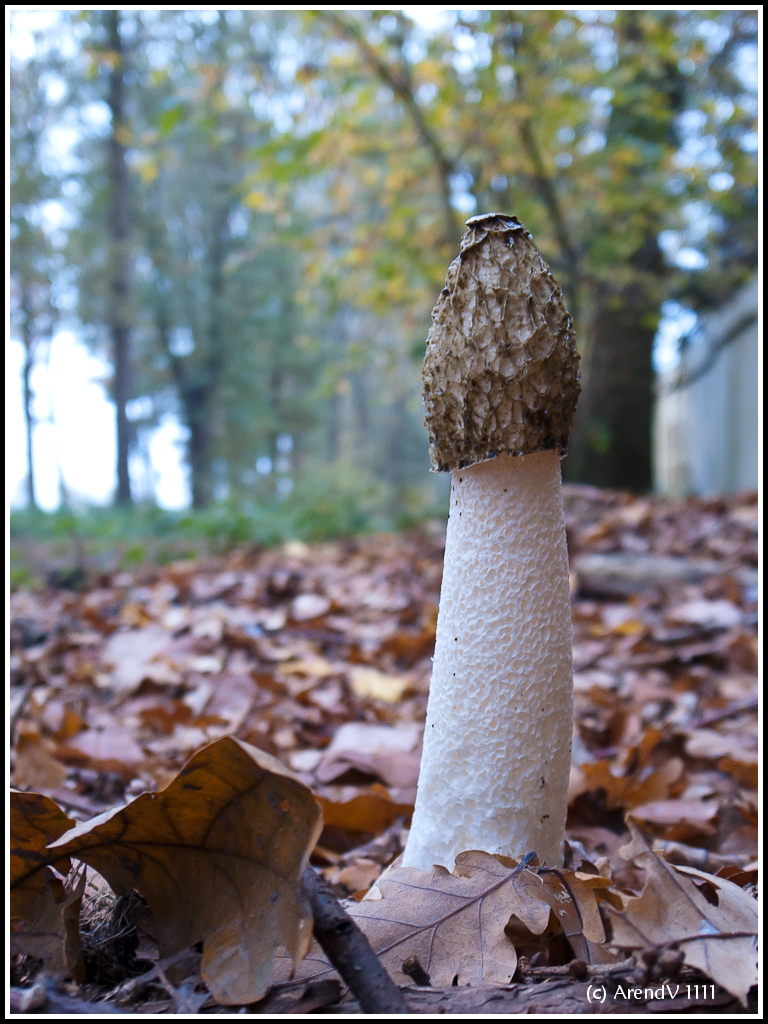
Phallus impudicus

## Valorificare

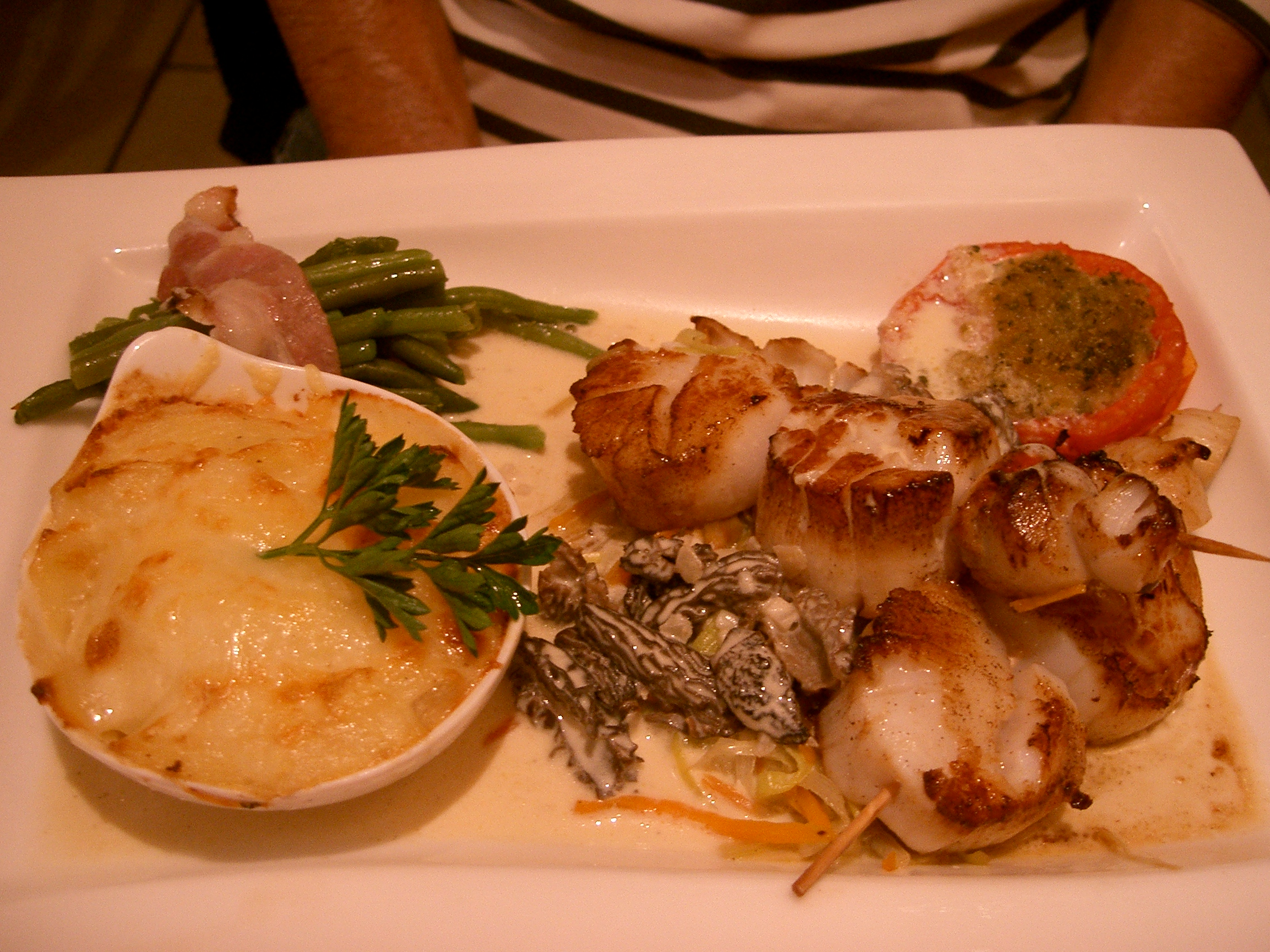
Scoici de Saint-Jacques cu zbârciogi supli

Mai întâi trebuie menționat că zbârciogul galben nu poate fi mâncat crud pentru că conține puțină hidrazină care se dizolvă în timpul fierberii. De asemenea, consumat în porții mari, poate crea reacții neplăcute la persoane sensibile, pentru că buretele este cam greu de digerat.
Morchella elata este de calitate gastronomică foarte bună. Ea poate fi pregătită ca ciulama de ciuperci,, alături de legume, dar nu împreună cu alte ciuperci (din cauza gustului și mirosului specific) sau ca sos, servit cu carne albă (pui, curcan, porumbel, vițel). Se și potrivește la o mâncare de creier (porc, vițel), cu raci, scoici, melci sau ca foietaj cu șuncă sau într-o plăcintă (de exemplu „pe modul reginei” ,cu carne de vițel sau pui). 
Exemplare mai mari pot fi prăjite ca un șnițel sau umplute cu carne, după ce au fost blanșate.
Uscați  și preparați după înmuiat, bureții dezvoltă un gust și miros mai intensiv (folosiți și apa de înmuiat filtrată printr-o sită). La acest burete se poate folosi și piciorul.

## Bibiliografie
- Bruno Cetto: „I funghi dal vero”, vol. 1-7, Editura Arte Grafiche Saturnia, Trento 1976-1993 (pentru cercetarea în total)
- Alan E. Bessette, ‎Arleen R. Bessette, ‎David W. Fischer: „Edible Wild Mushrooms of North America”, Editura University of Texas Press, Austin 1997, ISBN: 0-8156-2707-6
- Marcel Bon: „Pareys Buch der Pilze”, Editura Kosmos, Halberstadt 2012, p. 326-327, ISBN 978-3-440-13447-4
- H. Clémençon: „Pilze im Wandel der Jahreszeiten”, vol. 1 și 2, Editura Éditions Piantanida, Lausanne 1981
- Rose Marie Dähncke: „1200 Pilze in Farbfotos”, Editura AT Verlag, Aarau 2004, ISBN 3-8289-1619-8
- Ewald Gerhard: „Der große BLV Pilzführer“ (cu 1200 de specii descrise și 1000 fotografii), Editura BLV Buchverlag GmbH & Co. KG, ediția a 9-a, München 2018, ISBN 978-3-8354-1839-4
- German Josef Krieglsteiner (ed.), Andreas Gminder: „Verbreitungsatlas der Großpilze Deutschlands (West)“, Editura Ulmer, Stuttgart 1991, ISBN 3-8001-3536-1
- J. E. și M. Lange: „BLV Bestimmungsbuch - Pilze”, Editura BLV Verlagsgesellschaft, München, Berna Viena 1977, ISBN 3-405-11568-2
- Hans E. Laux: „Der große Pilzführer, Editura Kosmos, Halberstadt 2001, ISBN 978-3-440-14530-2
- Edmund Michael, Bruno Hennig, Hanns Kreisel: „Handbuch für Pilzfreunde“, vol. 4: „Blätterpilze – Dunkelblättler”, Editura Gustav Fischer, Stuttgart 1985,  ISBN: 978-3-437-30463-7
- Meinhard Michael Moser: „Kleine Kryptogamenflora der Pilze – vol. II a.: „Höhere Phycomyceten und Ascomyceten”, Editura Gustav Fischer, Jena 1963
- Giuseppe Pace: „Mushrooms of the World”, Editura Firefly Books Ltd., Richmond Hill, Ontario 1998, ISBN: 978-15520-9212-5
- Roger Phillips: „Mushrooms: A comprehensive guide to mushroom identification”, Editura Macmillan, Londra sia Oxford 2013, ISBN: 978-0-330-44237-4
- Reinhard Tröger, ‎Peter Hübsch: „Einheimische Grosspilze: Bestimmungstafeln für Pilzfreunde”, Editura Spektrum Akademischer Verlag, Heidelberg-Berlin 1999, ISBN: 978-3-437-20443-2